# Aeroportul Malmö
Aeroportul Malmö (IATA: MMX, ICAO: ESMS) este un aeroport din Comuna Svedala, Skåne län, Suedia ce deservește zona Malmö. Aeroportul a fost tranzitat în decembrie 2022 de 97.323 de pasageri. A fost deschis în 1972 și numit după zona deservită.
Situat la o altitudine de 72 m, aeroportul dispune de 1 pistă. Este operat de Swedavia⁠(d).

## Infrastructură

### Piste
Aeroportul dispune de o singură pistă. Pista are orientarea 11/29.